# アンジェロ・クエスタ
アンジェロ・クエスタ（Angelo Questa, 1901年6月26日 - 1960年3月22日）は、イタリアの指揮者。
ジェノヴァの生まれ。パガニーニ音楽院に学び、ピアノの他、ルイジ・マンチネッリに指揮法を教わった。1920年にポリテアマ・ジェノヴェーゼ劇場で指揮者デビューを果たし、ミラノ・スカラ座でアルトゥーロ・トスカニーニの下で研鑽を積みつつイタリア各地の歌劇場に客演した。1934年から1937年までカルロ・フェリーチェ劇場の芸術監督を務めた。戦後はジェノヴァ市立劇場やヴェネツィアのフェニーチェ座等で指揮をした。晩年はイタリア放送協会のためのオペラ録音を数多く手がけた。
ローマにて死去。